# Ptychadena longirostris
Espèce
Synonymes
- Rana longirostris Peters, 1870
- Rana leonensis Boulenger, 1917
- Rana guerzea Chabanaud, 1920

Statut de conservation UICN

 LC  : Préoccupation mineure
Ptychadena longirostris est une espèce d'amphibiens de la famille des Ptychadenidae.

## Répartition
Cette espèce est endémique du centre-Ouest de l'Afrique. Elle se rencontre, :
- en Sierra Leone ;
- dans le sud de la Guinée ;
- au Liberia ;
- dans le sud de la Côte d'Ivoire ;
- dans le sud du Ghana ;
- dans le sud-ouest du Nigeria.

## Description
Ptychadena longirostris mesure de 43 à 50 mm pour les mâles et de 51 à 56 mm pour les femelles.

## Publication originale
- Peters, 1870 : Über neue Amphibien (Hemidactylus, Urosaura, Tropidolepisma, Geophis, Uriechis, Scaphiophis, Hoplocephalus, Rana, Entomoglossus, Cystignathus, Hylodes, Arthroleptis, Phyllobates, Cophomantis) des königlichen zoologischen Museums. Monatsberichte der Koniglich Preussischen Akademie Wissenschaften zu Berlin, vol. 1870, p. 641–652 (texte intégral).